# Efferia antiochi
Efferia antiochi är en tvåvingeart som beskrevs av Wilcox 1966. Efferia antiochi ingår i släktet Efferia och familjen rovflugor.
Artens utbredningsområde är Kalifornien. Inga underarter finns listade i Catalogue of Life.